# 古蘇爾山脈
32°52′0″N 0°29′0″E / 32.86667°N 0.48333°E

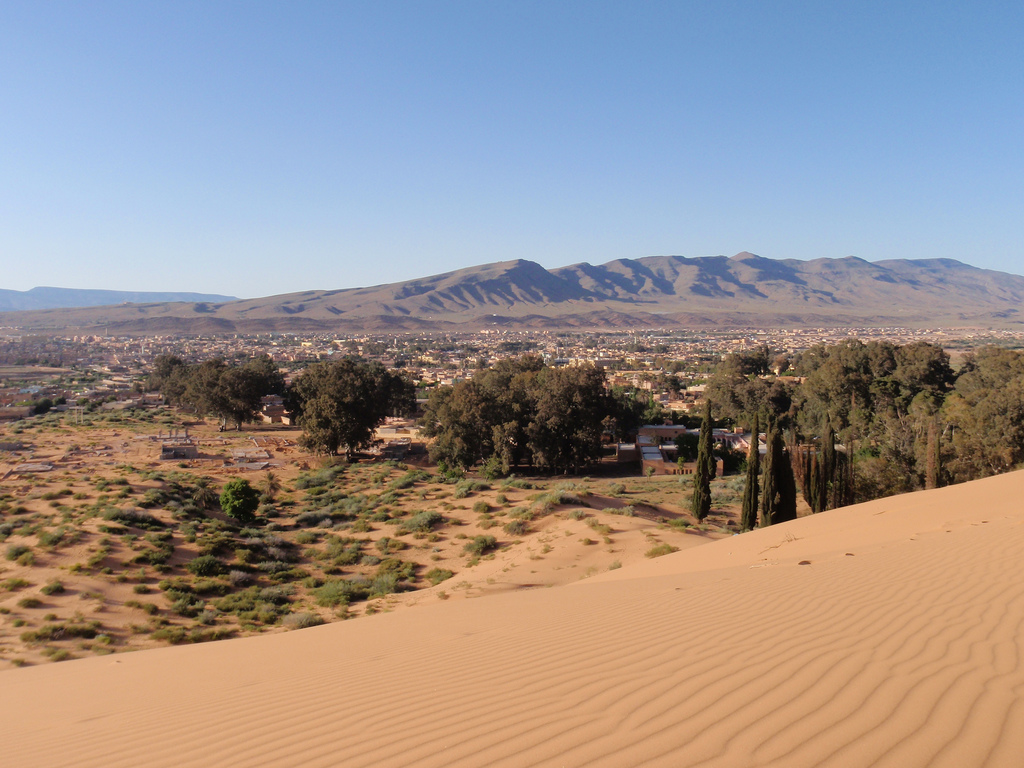

古蘇爾山脈（阿拉伯语：‎），是阿爾及利亞的山脈，位於該國西北部，橫跨貝沙爾省和巴亞茲省，屬於撒哈拉阿特拉斯山脈的一部分，最高點海拔高度2,236米。